# Закий
Заки́й (бел. Закій) — деревня в Брестском районе Брестской области Белоруссии, в 17,5 км к юго-востоку от центра Бреста и в 8 км по автодорогам к северо-востоку от Мухавца. Входит в состав Мухавецкого сельсовета.

## История
В XIX веке деревня была центром имения в Брестском уезде Гродненской губернии. В 1839 году обозначена в списке селений Каменицко-Жировецкого церковного прихода. В 1858 году — владение господина Выгановского.
В 1890 году — центр Закийского сельского общества, которому принадлежало 115 десятин земли. По переписи 1897 года — 39 дворов, хлебозапасный магазин, ветряная мельница. В 1905 году — деревня Каменицко-Жировецкой волости Брестского уезда.
После Рижского мирного договора 1921 года — в составе гмины Каменица-Жировецкая Брестского повята Полесского воеводства Польши, 36 дворов.
С 1939 года — в составе БССР. В 1940 году — 72 двора. В Великую Отечественную войну деревня была полностью сожжена, погибло 6 жителей. В августе 1949 года образован колхоз имени Ворошилова, куда вошло 48 хозяйств. 